# Talkin' Loud
Talkin' Loud is een Engels platenlabel, in 1990 opgericht door Gilles Peterson, een diskjockey die eerder Acid Jazz Records oprichtte, en Norman Jay. Op het label wordt acid jazz, nu jazz en drum and bass uitgebracht. Talkin' Loud is een belangrijk label in de acidjazzstroming die in de late jaren tachtig en vroege jaren negentig zijn hoogtijdagen had en die een brug slaat tussen jazz, hiphop en de dancescene. In de late jaren negentig bracht het label werk van diverse dance-artiesten uit die de cross-over met jazz zoeken zoals 4hero en Masters at Work.
Het label had in 1991 zijn eerste succes met de groep Incognito. De single Always there groeide uit tot een wereldhit. Een jaar later werd dit nog eens herhaald met Don't you worry 'bout a thing. Ook Young Disciples bereikten de hitlijsten met Aparently nothin'. Ook Galliano was spraakmakend met zijn track The plot thickens. De jaren daarna werden meer namen aan het label verbonden zoals Urban Species, Nicolette, Tim Dog en MC Solaar.
Een reeks van successen begon in 1997 toen enkele baanbrekende albums op het label verschijnen. Zo bracht Masters at Work het album van hun Nuyorican Soul-project uit op het label. Later dat jaar brak ook Roni Size door met New Forms, dat de Mercury Music Prize binnensleepte. In 1998 volgde Two Pages van 4hero, dat door de pers werd geprezen en ook een nominatie kreeg. Ook wist het label de Amerikaanse soulzanger Terry Callier te strikken voor een comeback met Time Peace, dat een vredesprijs van de Verenigde Naties kreeg. In 2000 wist het label ook de aansluiting te vinden bij de UK garage door MJ Cole aan zich te verbinden.  
Vanaf 2003 zakte de activiteit van het label sterk in. Talkin' Loud is nog slechts sporadisch actief. 

## Artiesten die werk uitbrachten op Talkin' Loud
- 4hero
- The Cinematic Orchestra
- Courtney Pine
- DJ Krust,
- Dwele
- Femi Kuti
- Galliano
- Incognito
- Jazzanova
- Marxman
- MC Solaar
- MJ Cole
- Nicolette
- Roni Size
- Steps Ahead
- Terry Callier
- Tim Dog
- United Future Organization.
- Urban Species
- Young Disciples

## Selectieve discografie

### Bekende singles
- Incognito ft. Jocelyn Brown - Always there (1991)
- Young Disciples - Apparently nothin' (1991)
- Galliano - The plot thickens (1992)
- Incognito - Don't you worry 'bout a thing (1992)
- Urban Species ft. MC Solaar - Listen... (1994)
- Nicolette - No Government (1995)
- Nuyorican Soul ft. La India - Runaway (1997)
- Roni Size - Brown Paper Bag (1997)
- 4hero - Starchasers (1998)
- DJ Krust ft. Saul Williams - Coded Language (1998)
- MJ Cole - Crazy love (2000)
- 4hero - Les Fleur (2000)

### Bekende albums
- Incognito - Inside life (1991)
- Young Disciples - Road to Freedom (1991)
- Galliano - A Joyful Noise Unto the Creator (1992)
- United Future Organization - United Future Organization (1993)
- Nicolette - Let No-One Live Rent Free In Your Head (1996)
- Nuyorican Soul - Nuyorican Soul (1997)
- Roni Size & Reprazent - New Forms (1997)
- 4hero - Two Pages (1998)
- Terry Callier - Time Peace (1998)
- MJ Cole - Sincere (1998)